# 佐々木陽子
佐々木 陽子（ささき ようこ、1952年 - ）は、日本の社会学者、鹿児島国際大学福祉社会学部現代社会学科元教授。専門は、ジェンダー研究。

## 経歴
東京都生まれ。1975年、千葉大学人文学部人文学科哲学専攻を卒業。小学校、中学校の教員や高等学校の非常勤講師を歴任。1991年、東京外国語大学外国語学部ドイツ語学科に入学、1997年3月に卒業。1997年4月より東京大学大学院総合文化研究科国際社会科学相関社会科学専攻に在籍。指導教員は瀬地山角と市野川容孝。2005年に同大学院博士後期課程単位取得退学。その間に山村女子短期大学や国立看護大学校の非常勤講師を歴任。2005年4月鹿児島国際大学（学長：瀬地山敏。在任：2003年10月～2013年3月）助教授、2007年より准教授、2011年より教授。2017年退職。2021年3月、博士号取得（学術・東京大学）。

## 単著
- 『総力戦と女性兵士』（青弓社ライブラリー№19）　青弓社  2001年
- 『老いと死をめぐる現代の習俗 棄老・ぽっくり信仰・お供え・墓参り』 勁草書房 2021年

## 共編著
- 『事例で学ぶ：司法におけるジェンダーバイアス』コラム「貞操観念」p170、「労働組合の現状」p260　明石書店  2002年
- 『兵役拒否』（青弓社ライブラリーNo.32）「はじめに」p．9－18と「７章日本の徴兵忌避」p．164－201　青弓社  2003年
- 『事例で学ぶ 司法におけるジェンダー・バイアス【改訂版】』コラム「貞操観念」p158  「労働組合の現状」p202　明石書店　 2009年
- 『枕崎女たちの生活史――ジェンダー視点からみる暮らし、習俗、政治』（山崎喜久枝との共編著） 明石書店 2017年